# Dixella campinosica
Dixella campinosica är en tvåvingeart som först beskrevs av Tarwid 1938.  Dixella campinosica ingår i släktet Dixella och familjen u-myggor.
Artens utbredningsområde är Polen. Inga underarter finns listade i Catalogue of Life.